# Doylestown, Pennsylvania
Doylestown är en kommun (borough) i Bucks County i Pennsylvania, USA, ca 43 km norr om Philadelphia. Vid folkräkningen 2010 var folkmängden 8 380 personer. Doylestown är huvudort (county seat) i Bucks County.

## Personer från Doylestown
- Amos W. Barber
- Oscar Hammerstein
- Margaret Mead
- James Michener
- Pink
- Timothy Stack